# Ester Peony
Ester Peony, właśc. Alexandra Crețu (ur. 1994 w Bukareszcie) – rumuńska piosenkarka i autorka tekstów. Reprezentantka Rumunii w 64. Konkursie Piosenki Eurowizji (2019).

## Życiorys
Urodziła się w Bukareszcie. W dzieciństwie przeprowadziła się z rodzicami do Montrealu, a do rodzimego kraju powróciła w latach studenckich. Studiowała na wydziale kompozycji i jazzu Rumuńskiego Konserwatorium Muzycznego.
W 2014 zaczęła publikować w sieci własne interpretacje przebojów, dzięki czemu zyskała rozpoznawalność w kraju, a z czasem otrzymała propozycję podpisania kontraktu z wytwórnią muzyczną. W 2015 wydała debiutancki singiel „Sub aripa ta”. 12 maja 2018 wydała minialbum, zatytułowany Dig It.
W 2019 została ogłoszona jedną z uczestniczek krajowych eliminacji eurowizyjnych Selecția Națională, do których zgłosiła się z piosenką „On a Sunday”. Pomyślnie przeszła przez półfinał selekcji i awansowała do finału rozgrywanego 17 lutego. Zajęła w nim pierwsze miejsce, zdobywszy 65 punktów w głosowaniu jurorów i telewidzów, dzięki czemu została reprezentantką Rumunii w 64. Konkursie Piosenki Eurowizji w Tel Awiwie. Jej wygrana była szeroko komentowana w mediach m.in. ze względu na duże dysproporcje w głosowaniu jurorów (1. miejsce) i widzów (8. miejsce). 16 maja wystąpiła w drugim półfinale konkursu. Zajęła w nim 13. miejsce z 71 punktami, przez co nie zakwalifikowała się do finału. 

## Dyskografia
Minialbumy (EP)
- Dig It (2018)